# Quime (gemeente)
Quime is een gemeente (municipio) in de Boliviaanse provincie Inquisivi in het departement La Paz. De gemeente telt naar schatting 8.823 inwoners (2018). De hoofdplaats is Quime.